# Leon Faun
Leon Faun, pseudonimo di Leon de la Vallée (Fiumicino, 7 maggio 2001), è un rapper e attore italiano.

## Biografia
Leon Faun (Leòn de la Vallée), è un rapper nato a Fiumicino il 7 maggio 2001. Il piacere per la musica arriva sin da giovanissimo con Jimi Hendrix ed Eminem ma anche grazie alla sua famiglia che lo ha avvicinato all'arte in tutte le sue forme. a 12 anni nasce la passione per la scrittura e dopo qualche anno si è ritrovato a scrivere in un ambiente con vari artisti di Fiumicino; lì iniziò la sua carriera musicale con il suo amico d’infanzia Duffy che lo accompagnerà in ogni suo progetto.
I primi brani escono su YouTube nel 2015 sotto il nome LYO. Nel 2016 ha fatto la comparsa nel film di Cosimo Alemà Zeta - Una storia hip-hop. Nel 2017 sotto lo pseudonimo di LYO, ha pubblicato l'EP Endless, prodotto da Duffy, Thasup e Prince.wav e il singolo Terabithia. 
L'anno successivo è uscito il brano Animus, primo singolo sotto lo pseudonimo di Leon Faun, viene pubblicato come NEW CHALLENGER sul canale YouTube di AAR Music. I singoli successivi rientrano nel progetto delle Cronache di Mairon: sempre prodotti da Duffy, sotto la supervisione artistica di Eiemgei; sono accompagnati da video realizzati da Thaevil che completano visivamente il mood e i temi fantasy ricorrenti nei suoi brani. Il primo singolo del progetto è Horia , seguito da Cioccorane e Primavera nel 2019. Con questi ultimi raggiunge ottimi numeri e inizia a farsi conoscere. A settembre, torna con  Taboo, singolo definibile il sequel di Cioccorane. A fine 2019 esce Oh cacchio (certificato disco d’oro), brano che chiude il primo ciclo delle cronache di Mairon eche ha dato maggiore visibilità all'artista, tanto da venire scelto dal regista Claudio Cupellini come attore protagonista nel film La terra dei figli, uscito due anni dopo.
Nel 2020 ha pubblicato i brani Gaia, La follia non ha età e Occhi lucidi (certificato disco d'oro), e successivamente con Camelot il 15 giugno 2021 che hanno anticipato il suo primo album in studio C'era una volta, uscito il 25 giugno 2021. Il disco è entrato alla 5ª posizione della Classifica FIMI Album. Nello stesso anno ha collaborato con Izi alla traccia Flop, contenuta nell'album Riot. Nel 2022 è comparso nell'album di Sick Luke X2 nella traccia Sogni matti, concepita insieme a Drast, certificata disco d'oro. Nel maggio dello stesso anno è l'ora del singolo Pioggia inserito nella riedizione digitale del suo primo album.
Il 3 marzo e il 12 maggio 2023 il rapper pubblica due nuovi singoli, Vestito male e Profezia. A quasi un anno di distanza, annuncia il singolo Anima, uscito il 19 gennaio seguente. Il 15 marzo 2024 viene pubblicato il singolo Funerale mio, estratto dal secondo album in studio Leon pubblicato il 22 marzo successivo. Ad aprile 2024 ha avuto un ruolo nella serie televisiva Briganti. Il 13 settembre 2024 compare nella deluxe edition dell'album Empìria del producer 3D, nel singolo Posa il mic.

## Vita privata
Suo padre, Maurizio de la Vallée era un musicista, deceduto nel 2019; mentre sua madre, Gaia Labiso è un'attrice.

## Discografia

### Album in studio
- 2021 – C'era una volta
- 2024 – Leon

### EP
- 2017 – Endless (come LYO)

### Singoli
- 2018 – Animus
- 2018 – Horia
- 2019 – Cioccorane
- 2019 – Primavera
- 2019 – Taboo
- 2019 – Oh cacchio
- 2020 – Gaia
- 2020 – La follia non ha età
- 2020 – Occhi lucidi
- 2021 – Camelot
- 2022 – Pioggia
- 2023 – Vestito male
- 2023 – Profezia
- 2024 – Anima
- 2024 – Funerale mio

### Collaborazioni
- 2020 – Flop (Izi feat. Leon Faun),  da Riot
- 2022 – Sogni matti (Sick Luke feat. Leon Faun e Drast),  da X2
- 2022 – Amelie (Dani Faiv feat. Leon Faun),  da Faiv
- 2024 – Posa il mic (3D feat. Leon Faun),  da Empìria (Deluxe Edition)

## Filmografia
- Zeta - Una storia hip-hop, regia di Cosimo Alemà (2016) – comparsa
- La terra dei figli, regia di Claudio Cupellini (2021)
- Piove, regia di Paolo Strippoli (2022)
- Briganti (2024)